# ЦТУ
ЦТУ (Центр Телевидения Урала) — бывшая екатеринбургская телекомпания. Вещала на 47 ТВК в 2008 году

## История
В 2003 году канал был присоединён к холдингу екатеринбургской мэрии. Первоначально сетевым партнёром ЦТУ был ТВ-3, однако 3 июня 2004 года ЦТУ и 10 канал сменили партнёров и в результате новым сетевым партнёром ЦТУ стал «Спорт».

### Ликвидация
В июне 2008 года 10 канал прекратил показ ТВ-3 в связи с разрывом договора в одностороннем порядке и стал ретранслировать «Звезду» по новому договору. Предполагалось, что эфир будет идти до 2012 года, когда лицензия 10 канала истекла, но позднее, как выяснилось, это был испытательный срок в 3 месяца. Однако летом того же года ЦТУ был куплен телеканалом ТВ-3. А на тот момент ЦТУ ретранслировал канал «Спорт». Максимальный срок вещания был 1 июля 2008, но ЦТУ простоял до конца лета 2008. С марта 2008 года трансляция программ ЦТУ была только в записи. 1 сентября произошла рокировка между местными ЦТУ и 10 каналом и федеральными «ТВ-3» и «Спортом», причём после рокировки начался чистый эфир ТВ-3.

## Размещение рекламы
До октября 2007 года этим занималось рекламная служба «Рубин», созданная из объединённой рекламной службы телекомпаний РТК и Студия-41, после расформирования рекламной службы «Рубин» и до кончины ЦТУ этим занималось «Видео Интернешнл Урал», которое некоторое время продавало эфир уже чистого ТВ-3. После перерыва в несколько лет, в 2015 году трансляция региональной рекламы на ТВ-3 возобновилась (сначала продажей времени занималось агентство «Алькасар Екатеринбург», а с 2017 года — «Регион Медиа Екатеринбург»)